# Nicolas Djomo Lola
Nicolas Djomo Lola (* 3. Juli 1944 in Lushimapenge, Demokratische Republik Kongo) ist ein kongolesischer Geistlicher und emeritierter römisch-katholischer Bischof von Tshumbe.

## Leben
Nicolas Djomo Lola empfing am 20. August 1972 das Sakrament der Priesterweihe für das Bistum Tshumbe. 
Am 20. Mai 1997 ernannte ihn Papst Johannes Paul II. zum Bischof von Tshumbe. Der Apostolische Nuntius in der Demokratischen Republik Kongo, Erzbischof Faustino Sainz Muñoz, spendete ihm am 9. November desselben Jahres die Bischofsweihe; Mitkonsekratoren waren der Erzbischof von Kananga, Godefroid Mukeng’a Kalond CICM, und der Bischof von Kindu, Paul Mambe Mukanga.
Am 11. Juni 2022 nahm Papst Franziskus seinen altersbedingten Rücktritt an.